# Bobby Ball
Pour les articles homonymes, voir Ball.
Bobby Ball est un pilote automobile d'IndyCar américain, né le 26 août 1925 à Phoenix (Arizona, États-Unis) et mort le 27 février 1954. Il a débuté en compétition en catégorie Midget, en 1947. Il s'est notamment classé cinquième des 500 miles d'Indianapolis en 1951, pour sa première participation. C'est lors d'une course de Midget disputée le 4 janvier 1953 sur le circuit de Carrell (situé à Gardena, près de Los Angeles) qu'il est victime d'un très grave accident. Il meurt l'année suivante sans jamais avoir repris connaissance.